# Gian dâm

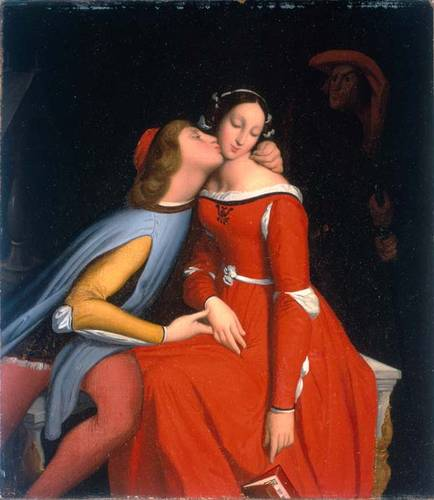
Paolo và Francesca, tranh của Jean-Auguste-Dominique Ingres, 1819.

Gian dâm nói chung được định nghĩa là quan hệ tình dục đồng thuận giữa hai người không kết hôn với nhau. Với nhiều người, thuật từ này mang sắc thái nặng nề của sự không tán thành theo quan điểm luân lý hay tôn giáo. Tuy nhiên, các nền văn hóa, tôn giáo và xã hội có các quan điểm khác nhau về việc thuật từ này được áp dụng với các hành vi tình dục nào và định nghĩa của nó vẫn thường bị tranh cãi.

## Tên gọi
Trong nhiều bối cảnh trước đây, gian dâm thường được hiểu là tình dục ngoài hôn nhân (thông dâm và mãi dâm–mại dâm) và tình dục trước hôn nhân. Theo các nghĩa rộng, gian dâm còn đề cập tới loạn luân, ấu dâm, thú dâm, kê dâm, v.v.

## Lịch sử, Văn hóa và Luật pháp

### Việt Nam
Trong luật pháp Việt Nam thời phong kiến người ta cũng đề ra các hình phạt cho tội gian dâm.
Tháng 9 nhuận năm 1042 vua Lý Thái Tông xuống chiếu ban lệnh: kẻ nào ban đêm vào nhà gian dâm vợ cả, vợ lẽ người ta, người chủ đánh chết, ngay lúc bấy giờ thì không bị tội.
Trong Luật Hồng Đức có hình phạt cho tội thất xuất, trong đó có tội dâm đãng. Theo khoản cuối điều 401 bộ luật này thì nếu người vợ là "gian phụ thì bị xử tội lưu, điền sản trả lại cho chồng, nếu là vợ chưa cưới thì giảm một bậc". Còn theo khoản đầu của điều 401 thì nếu người đàn ông "gian dâm với vợ người khác thì xử tội lưu hay tội chết, với vợ lẽ của người khác thì giảm một bậc". Điều 405 cũng quy định nếu đàn ông thông gian (có ngoại tình đi lại với nhau nhưng không bắt được đang có hành vi gian dâm) với vợ người thì bị xử phạt 60 trượng, biếm 2 tư và bắt nộp tiền ta.
Hoặc theo điều 332 của Hoàng Việt luật lệ (luật Gia Long) thì nếu người vợ mắc tội thông gian thì người chồng có quyền gả bán vợ cho người khác (nhưng không phải là cho gian phu). Điều 254 cũng quy định nếu người chồng thông gian, cưỡng gian đều xử nặng tội.
Hiện nay, người ta không định nghĩa tội danh gian dâm hay thông dâm mà chỉ định nghĩa tội vi phạm chế độ một vợ, một chồng. Theo quy định tại điều 147 Luật Hình sự Việt Nam 1999 thì:
1. Người nào đang có vợ, có chồng mà kết hôn hoặc chung sống như vợ chồng với người khác hoặc người chưa có vợ, chưa có chồng mà kết hôn hoặc chung sống như vợ chồng với người mà mình biết rõ là đang có chồng, có vợ gây hậu quả nghiêm trọng hoặc đã bị xử phạt hành chính về hành vi này mà còn vi phạm, thì bị phạt cảnh cáo, cải tạo không giam giữ đến một năm hoặc phạt tù từ ba tháng tới một năm.
2. Phạm tội trong trường hợp đã có quyết định của tòa án tiêu hủy việc kết hôn hoặc buộc phải chấm dứt việc chung sống như vợ chồng trái với chế độ một vợ, một chồng mà vẫn duy trì quan hệ đó, thì bị phạt tù từ sáu tháng tới ba năm.

## Hậu quả
Ngoài việc bị xử lý theo pháp luật vì hành vi quan hệ tình dục ngoài hôn nhân, thông dâm có thể dẫn tới hậu quả xã hội khác, và những điều này khá phổ biến:
- Ảnh hưởng tới hạnh phúc gia đình (xem bài ngoại tình)
- Sự ra đời của những đứa trẻ ngoài giá thú (chửa hoang) (con hoang). Một số phụ nữ độc thân (chưa từng kết hôn hoặc đã ly hôn) có quan hệ tình dục với đàn ông đã có gia đình và mang thai, sinh con không có cha vì người đàn ông đó không bỏ vợ để lấy người phụ nữ ngoài hôn nhân. Trong một số trường hợp, khi hành vi gian dâm không bị phát lộ, và người phụ nữ ngoại tình đã có gia đình, thì đứa trẻ sinh ra từ quan hệ vụng trộm có thể được thừa nhận tại gia đình hiện tại của người phụ nữ đó, mang họ người chồng hợp pháp dù ông ta không phải là cha thực sự của đứa trẻ.